# Bredas kapitulation

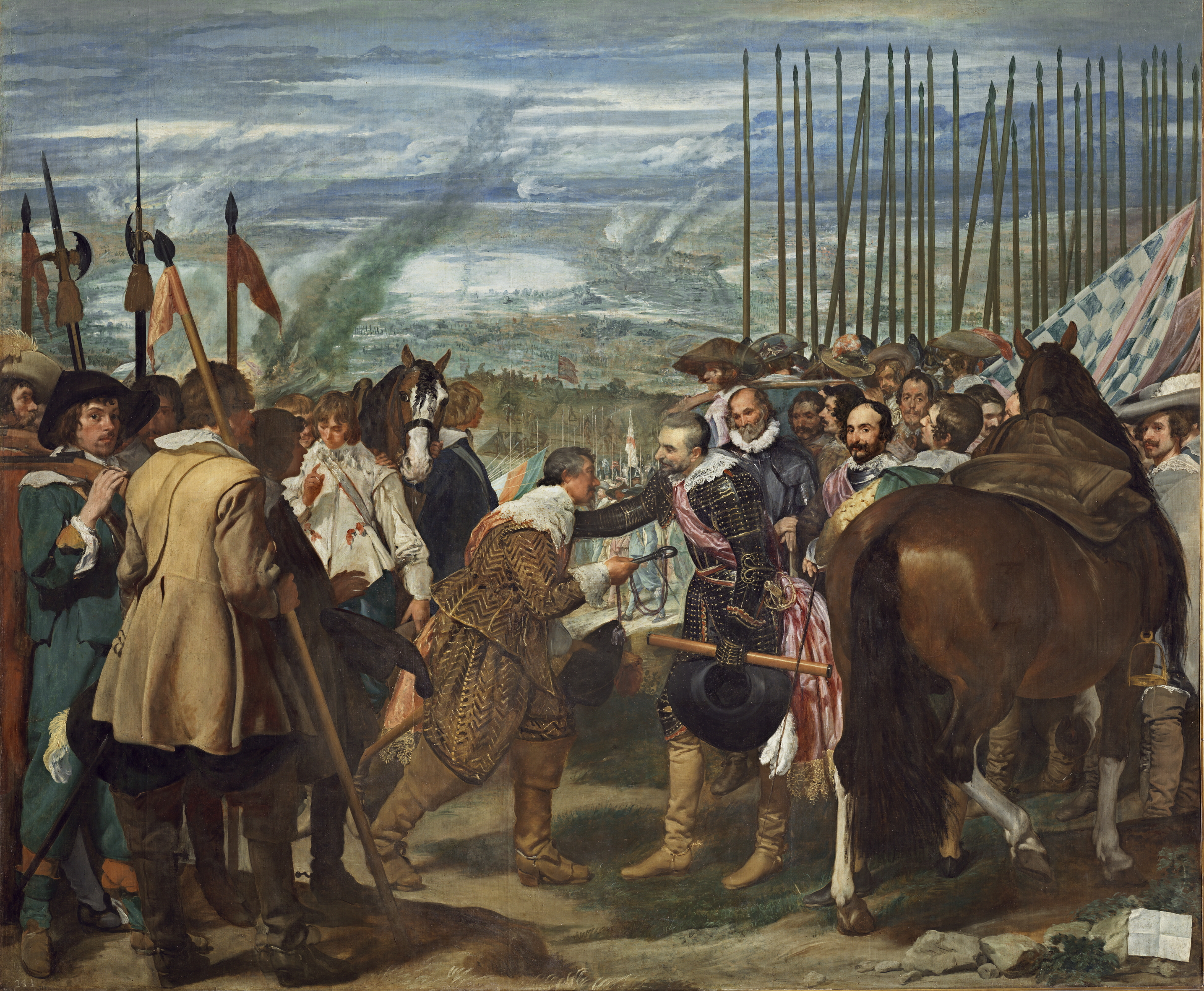
Bredas kapitulation.

Bredas kapitulation (spanska: La rendición de Breda) är en målning av Diego Velázquez från 1634–35. Bilden framställer det ögonblick då holländarna under Justinus av Nassau överlämnar den starka gränsfästningen Breda till den spanska belägringshären under markis Ambrogio Spinola. På grund av den stora rollen soldaternas lansar spelar i kompositionen kallas bilden ofta Las lanzas.
Målningen var ursprungligen en del i en serie historiebilder av olika målare i Kejsarsalen i lustslottet Buen Retiro i Madrid. Velázquez målning var inte bara den bästa av dessa, utan räknas även som en av alla tiders främsta historieframställningar. Den hänger nu i Pradomuseet i Madrid.